# Alloxysta pedestris
Alloxysta pedestris är en stekelart som först beskrevs av Curtis 1838.  Alloxysta pedestris ingår i släktet Alloxysta, och familjen glattsteklar. Arten är reproducerande i Sverige.